# Emil Heine
Emil Heine (Dresden, 24 juli 1806 – aldaar, 25 januari 1873) was een Duits katholiek theoloog en geestelijke.

## Biografie
Heine volgde middelbaar en universitair onderwijs aan het Wendisches Seminar te Praag. Op 24 oktober 1831 vond in zijn geboorteplaats Dresden zijn wijding tot priester plaats; aansluitend was hij vier jaar lang als priester in Freiberg werkzaam. Van 1835 tot 1837 werkte Emil Heine als kapelaan in Leipzig. In 1837 werd hij vervangend hofprediker in Dresden; acht jaar later, 1845,  hofprediker. In 1853 werd Heine biechtvader van de familie van Johan van Saksen, die een jaar later koning van Saksen werd. Voorts was Heine domheer in Bautzen.

## Publicaties (selectie)
- Sechs Fastenvorträge über gangbare Reden und Grundsätze der Welt (1848)
- Jetzt ist die gnadenreiche Zeit. Ein Fastenbuch (1873)
- Domherr E. Heine in seinem Lebensgange aus seinen Predigten, Reden und Gebeten (1874)